# Gould-Kuckuck
Der Gould-Kuckuck (Chrysococcyx poecilurus), fälschlicherweise auch Chrysococcyx russatus (Gould 1886), ist eine Kuckucksart, die in der Orientalis und der Australis verbreitet ist. Es werden fünf Unterarten unterschieden.

## Merkmale
Der Gould-Kuckuck wird etwa 15–17 cm groß. Es gibt keinen Geschlechtsdimorphismus. Das Gefieder der Nominatform ist oberseits braun-grün glänzend und schimmert im Sonnenlicht orange bis violett. Das Kopfgefieder sowie die Brust und Flanken sind weiß mit brauner Sperberung. Die Iris des Männchens ist rötlich-braun, die des Weibchens braun. Das Weibchen besitzt zudem einen blassgrünen bis gelblichen Augenring. Die Unterarten unterscheiden sich durch verschieden starke Ausprägung des Überaugenstreifs sowie der Sperberung.

## Verbreitung
- C. p. poecilurus (Gray, 1862): ganzjährig im Westen und Südwesten von Neuguinea sowie auf den Kai-Inseln
- C. p. aheneus (Junge 1938): ganzjährig im Norden und Osten von Borneo und auf den südlichen Philippinen
- C. p. jungei (Stresemann 1938): ganzjährig auf Sulawesi und Flores
- C. p. misoriensis (Salvadori 1876): ganzjährig im Norden und Osten Neuguineas
- C. p. russatus (Gould 1868): nördliche Küstenbereiche von Queensland (Australien)[2]

Aufgrund der Häufigkeit der Art und des großen Verbreitungsgebietes, wird der Gould-Kuckuck seitens der IUCN als nicht gefährdet eingeschätzt.

## Lebensweise
Bevorzugte Habitate des Gould-Kuckucks sind tropische Regenwälder, Monsunwälder, Auwälder und Mangroven, sowie lichtere Sekundärwälder und Plantagen. Hauptwirtsvögel sind Honigfresser und Gerygone. Die Nahrung besteht aus Insekten, wie Raupen, Käfer und Pflanzenwespenlarven.

## Systematik
Die Systematik des Gould-Kuckucks ist umstritten. Auf Grund der ähnlichen äußeren Erscheinung und des ähnlichen Gesangs sowie wahrscheinlicher Hybridisierung in einigen Brutgebieten in Australien wird der Gould-Kuckuck von einigen Autoren als Unterart des Grünscheitel-Bronzekuckucks (Chrysococcyx minutillus poecilurus) gesehen. Teilweise werden beide Arten unter dem Namen Chalcites minutillus geführt. Die Arten wurden zusammen unter dem Namen Chrysococcyx malayanus (Raffles 1822) geführt, was jedoch auf eine falsche Bestimmung und Zuordnung eines Weibchens des Amethystkuckucks (Chrysococcyx xanthorhynchus) zurückgeht.